# Naoto (attore)
Naoto, pseudonimo di Naoto Kataoka (片岡 直人?, Kataoka Naoto; 30 agosto 1983), è un attore e cantante giapponese.
Fa parte dal 2006 del gruppo j-pop Exile, ma da qualche anno s'è fatto conoscere ed apprezzare anche per le sue talentuose doti recitative in alcuni dorama e film.

## Filmografia
- SPEC ~ Keishichou Kouanbu Kouan Daigoka Mishou Jiken Tokubetsu Taisakugakari Jikenbo  (SPEC（スペック） ～警視庁公安部公安第五課 未詳事件特別対策係事件簿?), nell'episodio 8 (2010)
- Fujimi Orchestra (Fujimi nichoume koukyou gakudan shirîzu: Kanrei zensen kondakutâ) - film (2012)
- Rasuto Shinderera   (ラスト シンデレラ?) (2013) Serie TV
- Furenemi ~ Dobunezumi no Machi!  ( フレネミー ～どぶねずみの街～?) (2013) Serie TV
- Mango to Akai Kurumaisu  (マンゴーと赤い車椅子?) (2015)